# Diane Cilento
Diane Cilento (Mooloolaba, 2 de abril de 1932 - Cairns, 6 de outubro de 2011) foi uma atriz australiana.
Fez sucesso no cinema americano nas décadas de 1950 e 1960, quando foi indicada ao Óscar por seu trabalho no filme Tom Jones de 1963.
Diane foi casada com o astro  Sean Connery, com quem teve o filho Jason Connery. Teve mais um filho em um casamento anterior.

## Filmography
- Captain Horatio Hornblower (1951) – Maria Hornblower (voz, não creditada)
- Wings of Danger (1952) – Jeannette
- Moulin Rouge (1952) – Midinette (uncredited)
- Meet Mr. Lucifer (1953) – Woman in street (uncredited)
- The Angel Who Pawned Her Harp (1954) – The Angel
- Passing Stranger (1954) – Jill
- Passage Home (1955) – Ruth Elton
- The Woman for Joe (1955) – Mary
- The Admirable Crichton (1957) – Tweeny
- The Truth About Women (1957) – Ambrosine Viney
- Jet Storm (1959) – Angelica Como
- The Full Treatment (1960) – Denise Colby
- The Naked Edge (1961) – Mrs. Heath
- I Thank a Fool (1962) – Liane Dane
- Tom Jones (1963) – Molly Seagrim
- The Third Secret (1964) – Anne Tanner
- Rattle of a Simple Man (1964) – Cyrenne
- The Agony and the Ecstasy (1965) – Contessina de'Medici
- Hombre (1967) – Jessie Brown
- Negatives (1968) – Reingard
- Z.P.G. (1972) – Edna Borden
- Hitler: The Last Ten Days (1973) – Hanna Reitsch
- The Wicker Man (1973) – Miss Rose
- Big Toys (1980)
- Duet for Four (1982) – Margot Mason
- For the Term of His Natural Life (1983) – Lady Elinor Devine
- The Boy Who Had Everything (1985) – Mother